# Balair
La Balair era una compagnia aerea svizzera fondata nel 1925 ed operativa fino al 17 marzo 1931 quando, fondendosi con la Ad Astra Aero, diede origine alla Swissair. Successivamente questa ultima, che aveva conservato la proprietà del marchio, decise di investire nuovamente nell'azienda riprendendone l'attività nel 1953 e il servizio di linea dalla primavera del 1964 e mantenendolo fino alla sua dissoluzione, nel 1993, confluita in un'altra sussidiaria del gruppo, la Compagnie de Transport Aérien (CTA), per formare la Balair CTA. Nel 2001, con il fallimento Swissair, subirono la stessa sorte anche le sue sussidiarie cessando di esistere: la Balair si ricostituì come Belair.

## Storia
Nella storia dell'aviazione commerciale svizzera ci sono due realtà aziendali che hanno avuto come denominazione Balair. La prima fu operativa nel periodo tra il 1925 ed il 1931 fino alla sua unione con la Ad Astra Aero, dando origine ad una delle più note compagnie di bandiera a livello mondiale, la Swissair.
La rinascita
La seconda realtà è di un'azienda che nel gennaio 1953 e iniziò l'attività come scuola di volo per nuovi piloti e per l'allenamento di quelli già dotati di brevetto. Nel giugno 1957 diventò una compagnia aerea a tutti gli effetti intraprendendo un'attività di trasporto charter con il bimotore di produzione britannica Vickers VC.1 Viking. Da quel momento la Swissair decise di investire capitale nella compagnia, dotandola di un nuovo velivolo acquistato con i propri fondi, il Douglas DC-4. Durante questo periodo la Balair si occupò specificatamente di voli charter rimanendo nel settore per molti anni a seguire. Nel 1960 rinnovò il proprio parco velivoli acquistando un più capiente quadrimotore Douglas DC-6. Nell'aprile 1964 intraprese alcuni collegamenti regolari di linea esclusivamente per conto di Swissair con collegamenti interni tra Basilea, Ginevra e Berna, affacciandosi anche al settore internazionale collegando la seppur vicina Francoforte, in Germania. Negli anni '60 i DC-4 vennero progressivamente sostituiti dai più moderni turboelica della famiglia Fokker F27.
I primi velivoli dotati di propulsione a getto ad entrare in servizio furono i Convair 990 Coronado ed i Douglas DC-9-32 seguiti dal Douglas DC-8-63 con il quale inaugurò nuove rotte internazionali collegando il territorio svizzero con Colombo, nello Sri Lanka, Bangkok, in Thailandia e Rio de Janeiro, in Brasile. la successiva espansione della compagnia si ebbe nel 1974 quando si inaugurarono le nuove rotte con gli Stati Uniti d'America e cinque anni più tardi con l'acquisto di nuovi Douglas DC-10-30.
Fusione e ulteriori sviluppi
L'azienda si convertì totalmente alla propulsione a getto nel 1982 e nel 1986 i velivoli principali della flotta erano costituiti dagli Airbus A310-325 e  McDonnell Douglas MD-80. Successivamente, nel 1993, la Swissair, proprietaria del pacchetto azionario di maggioranza, ne decise la fusione con un'altra società controllata, la Compagnie de Transport Aerien (CTA) dando origine il giorno 19 maggio alla nuova realtà aziendale BalairCTA. Tale fusione avrebbe dovuto costituire un consolidamento, ma in realtà non fu così perché appena due anni dopo le attività furono integrate in quelle di Swissair e come tali mantenute fino al 5 ottobre 2001. Nel frattempo si erano comunque aggiunti in flotta i più moderni e capienti Boeing 757 e Boeing 767.
Cambio di nome e un partner tedesco
Il processo di trasformazione non era ancora concluso perché appena due settimane più tardi la società cambiava nome in Belair e riprendeva a volare il 3 novembre. Ma il sostegno di Swissair stava scomparendo perché la storica aerolinea di bandiera svizzera era ormai agonizzante. Dopo la cessazione delle attività di quest'ultima Belair proseguì senza infamia né lodo per tutto il primo decennio del Nuovo Millennio. Nel frattempo la necessità di appoggiarsi ad un vettore di consistenti dimensioni sie era manifestata e nell'ottobre 2009 fu ufficializzato il nuovo proprietario: il tedesco Air Berlin. Che provvide subito a ricostituire l'azienda il 1° gennaio 2010 con la denominazione Belair Airlines A.G. Il binomio proseguì senza scossoni per quasi un altro decennio, permettendo a Belair di utilizzare anche alcuni Airbus A320 e Airbus A321 del patron germanico. Con il blocco delle attività di questo, avvenuto il 27 ottobre 2017, terminava la vita operativa di Belair che verrà liquidata nel corso dell'anno successivo.

## Flotta

### Anni venti
Svizzera
- Comte AC-4

 Germania
- Dornier Merkur

### Periodo Swissair
dati tratti da Rzjets.net tranne dove indicato:
 Francia
- Sud SE-210 Caravelle

 Paesi Bassi
- Fokker-Grulich F.II[5]
- Fokker F.III[6]
- Fokker F27 Friendship

 Regno Unito
- Vickers VC.1 Viking

 Stati Uniti
- Douglas DC-4
- Douglas DC-6A
- Douglas DC-9-32
- Douglas DC-8-62F e Douglas DC-8-73F
- Douglas DC-10-30
- MD-80, MD-82, MD-83 e MD-87
- Boeing 757-2G5
- Boeing 767-35H(ER) e 767-3BG(ER)

 Unione europea
- Airbus A310-325